# Höstvesi (district de Vaasa)
Le district d'Höstvesi  (finnois : Höstveden suuralue) est l'un des douze districts de Vaasa en Finlande.

## Description
En fin 2017, le district d'Höstvesi compte 394 habitants (31 décembre 2017).
Il regroupe les quartiers suivants :
- Pilvilampi
- Höstvesi
- Runsor